# Inês Pires Tavares
Inês Pires Tavares (* 27. Januar 2001 in Almada) ist eine portugiesische Schauspielerin.

## Leben und Karriere
Bereits im Alter von zehn Jahren begann sie, sich für Musik zu interessieren. Aus dieser Leidenschaft entstand eine Aufführung, die 2015 im Teatro Armando Cortez uraufgeführt wurde. Im selben Jahr nahm sie an der Fernsehsendung Got Talent Portugal teil und erreichte das Halbfinale.
Ihr Schauspieldebüt gab sie 2020 in der Seifenoper Amar Demais. Anschließend trat sie 2021 in Amor Amor auf, einer weiteren Telenovela. Außerdem spielte sie in den Telenovelas Sangue Oculto und Senhora do Mar, und in der Politkrimi-Dramaserie O Clube. 2022 belegte sie in der achtteiligen Historien-Serie A Rainha e a Bastarda von Regisseur Sérgio Graciano eine der Hauptrollen.

## Filmografie
Filme
- 2022: Casa Flutuante
- 2022: A Criança (L'enfant)

Serien
- 2020–2021: Amar Demais
- 2021–2022: Amor Amor
- 2022: A Rainha e a Bastarda
- 2022–2023: Sangue Oculto
- 2023–2024: O Clube
- 2024–2025: Senhora do Mar

Sendung
- 2015: Got Talent Portugal